# Микола (Бичковський)
Микола Бичковський (Орест Бичковський) (нар. 13 грудня 1893 року, Імановичі, Житомирський повіт, Волинська губернія — 3 червня 1981 Перм) — православний архієпископ православної церкви.
Народився 13 грудня 1893 року в родині священика.
У 1915 році закінчив семінарію в Житомирі і після того, як одружився, він був висвячений в сан диякона (17 травня 1915) і священика (25 травня того ж року). Працював у різних церквах у Житомирі. У 1922 році його дружина загинула. Священик продовжував свою пастирську діяльність до 1928 року, коли його заарештували за звинуваченням у проведенні антирадянської агітації. У 1928 році піддався арешту за звинуваченням в «антирадянській агітації». Після звільнення священнодіяв.
26 березня 1937 був заарештований. 17 листопада трійкою при УНКВС УРСР по Житомирській області був засуджений до 10 років виправно-трудових робіт.. У 1937 році він був арештований другий раз і засуджений до 10 років трудового табору..
Був звільнений 28 червня 1947 року. Призначений настоятелем Дмитрівського храму в селі Кам'янка.
З 1951 року — настоятель Георгіївського храму села Ниски Житомирської області.
У 1951 переїхав до Свердловську єпархію, де був призначений священиком в Казанський храм Нижнього Тагілу. 25 серпня 1953 року призначений настоятелем цієї ж церкви і благочинним п'ятого округу Свердловської єпархії.
У 1955 році був реабілітований Верховним Судом СРСР по 1937 р. репресій.
З 14 жовтня 1955 року — настоятель Іоанно-Предтеченського кафедрального собору в Свердловську і благочинний першого округу Свердловської єпархії.
У 1955—1957 роки служив секретарем у архієпископа Товії (Остроумова), з призначенням архієпископа Товії до Пермі став з березня 1957 р. служити в кафедральному Троїцькому соборі в Пермі і був благочинним третього округу. З 1958 року — настоятель собору, благочинний міського округу і голова ревізійної комісії Пермської єпархії.
У 1960 році повернувся в Житомирську єпархію і був призначений священиком Житомирського Іаковлівського храму і благочинним церков Житомира, Житомирського та Червоноармійського районів.
З 1962 року — настоятель Житомирського Преображенського кафедрального собору.
Постановою Священного Синоду від 15 жовтня 1964 року визначено йому бути єпископом Смоленським і Дорогобужським, але в зв'язку з хворобою 24 жовтня 1964 року це призначення було скасовано.
У 1966 році призначений секретарем Житомирського єпархіального управління.
20 липня 1971 пострижений в чернецтво 25 липня зведений в сан архімандрита.
28 липня 1971 року у Володимирському кафедральному соборі в Києві хіротонізований на єпископа Курського і Білгородського.
3 вересня 1974 ходу призначений єпископом Пермським і Солікамським. 9 вересня того ж року возведений у сан архієпископа.
За рік до смерті тяжко захворів, але після лікування і поліпшення здоров'я з великою радістю продовжував свою архіпастирську діяльність.
26 травня він несподівано втратив дар мови. Помер 3 червня 1981 року. Відспівування здійснив єпископ Солнєчногорський Іліан (Востряков) у співслужінні кліриків єпархії та при великому скупченні прочан. Похований за вівтарем Свято-Троїцького кафедрального собору.